# Schleicher ASK 21
O Schleicher ASK 21 é um planador, de dois lugares em linha, com carlinga transparente, de trem de aterragem de roda simples instalada na fuselagem,  normalmente destinado a atividades de recreio/desportivas.

## Emprego na Força Aérea Portuguesa
- Encontra-se à carga da Academia da Força Aérea Portuguesa, Esquadra nº.802 - Águias
- Destina-se a instrução elementar de voo em planadores ministrada aos cadetes